# Ama (Shimane)
Ama (jap. 海士町 Ama-chō) – miasto w Japonii, na wyspie Nakanoshima, w prefekturze Shimane. Według danych na rok 2020 miejscowość zamieszkiwało 2 267 mieszkańców , a gęstość zaludnienia wyniosła 67,7 os./km².